# 오드리 포트의 자살
2014년 9월 30일에, 캘리포니아 주지사 제리 브라운은 다음과 같은 오드리의 법을 서명했는데, 그것은 “성행위로 기소된 십대에 대하여 처벌을 늘리고 개인정보 보호를 줄이는 법안인데 마약이나 알코올로 정신을 잃은 혹은 장애 때문에 동의하는데 어려움을 가진 누군가에 대한 성행위“이다.
캘리포니아 사라토가의 사라토가 고등학교의 15살의 학생, 오드리 팟에 의해 이 법은 명명되었는데 그녀는 2012년 9월 12일에 자살로 사망했다.
세 명의 그녀의 급우들, 브론손 바나, 사하 가포리(혹은 사하 니콜라스) 그리고 빈스 로시타노에 의해 8일 전에 열린 파티에서 그녀는 성폭행 당했었고, 폭행 사진이 댓글 폭력과 함께 온라인 상에 게시되었다.